# Motín de Santa Catalina de 1931
El motín del cuartel de Santa Catalina ocurrió el 23 de marzo de 1931 en el Fuerte de Santa Catalina, ubicado en los Barrios Altos de Lima (Perú). El motín fue liderado por el sargento 2º EP Víctor Faustino Huapaya Chacón y comprometió a prácticamente toda la tropa del Regimiento de Infantería Nº 5. Sin embargo, el sargento Huapaya no tenía algún objetivo político y el motín fue rápidamente derrotado por tropas al mando del comandante EP Gustavo Jiménez. 
El motín ocurrió durante la crisis política del gobierno transitorio de la Junta Nacional de Gobierno al mando de David Samanez Ocampo.

## Antecedentes

### Caída del Oncenio y crisis posterior
El presidente Augusto Leguía, que había gobernado el Perú por 11 años, fue derrocado por un golpe de Estado promovido por el comandante EP Luis Miguel Sánchez Cerro en 1930, a raíz de dicho golpe, Sánchez Cerro empezó a gobernar el país mediante una Junta Militar de Gobierno.
Sin embargo, la caída del Oncenio de Leguía, provocó todo una crisis político-social en el Perú, el Partido Comunista y el Partido Aprista movilizaban y agitaban a las masas peruanas, pero principalmente los levantamientos y rebeliones militares eran las que predominaban en el escenario nacional. Luis Miguel Sánchez Cerro renunció a la Junta Militar ante una inminente guerra civil, y posteriormente, varios personajes se arrebataron la presidencia de dicha junta. Finalmente, el 11 de marzo de 1931, el caudillo civil David Samanez Ocampo asumió la presidencia de la Junta de Gobierno con el objetivo de llamar a nuevas elecciones generales en dicho año.

## El motín
El 23 de marzo de 1931, las clases y la tropa del Regimiento de Infantería Nº 5, acantonado, en aquella época, en el Cuartel de Santa Catalina, al mando del sargento 2º EP Víctor Faustino Huapaya Chacón se amotino, en horas de la noche, tomando como rehenes a los jefes y a la oficialidad de dicho regimiento en el comedor del cuartel.

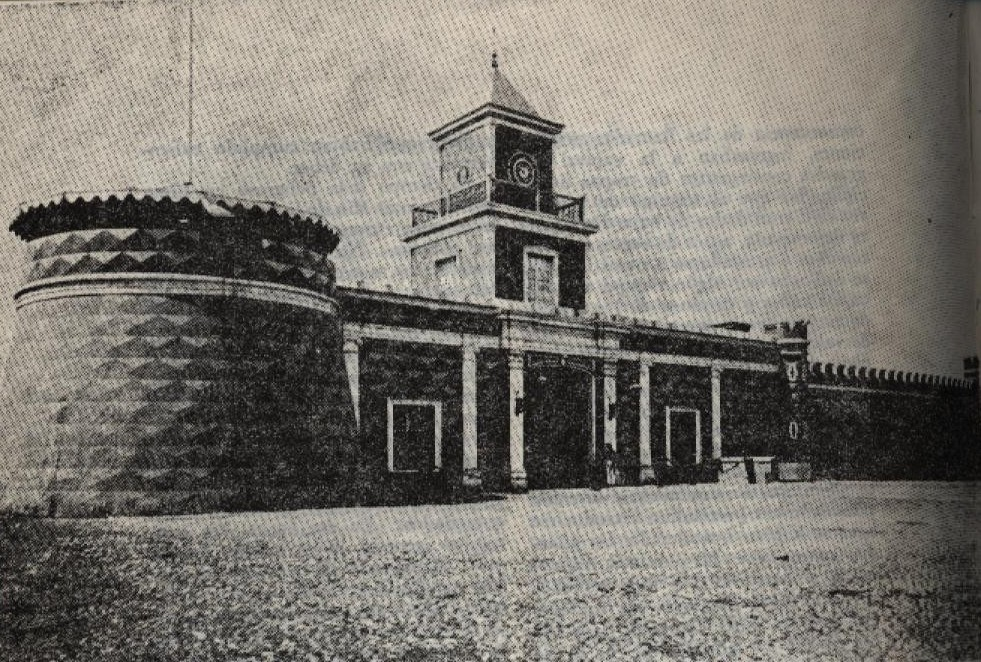
El cuartel de Santa Catalina

El sargento Huapaya se posesionó de una espada y de un cinturón de oficial, seguidamente, dejaron una pequeña guarnición al mando del cuartel y salieron a las calles de Lima con tanques, rifles y ametrallados haciendo disparos al aire. En el desfile militar que protagonizaron, ocuparon la Plaza San Martín, el parque universitario, las torres de la Basílica y las iglesias de La Merced y Santo Domingo (repicaron las campanas), pero al intentar atacar el Ministerio de Gobierno y asediar Palacio de Gobierno fueron repelidos por la Guardia Republicana. En ese momento, el gobierno dio la orden de debelar el movimiento insurreccional que se había gestado en la capital. El Partido Comunista del Perú, intentó aprovechar este motín y promovió que obreros y soldados fraternizaran en las calles. El sargento Huapaya, no tenía ningún plan o algún objetivo concreto el cual seguir, su movimiento no tenía futuro y carecía de dirección política, ante dicho contexto, Huapaya atino a volver al cuartel de Santa Catalina y atrincherarse en ese fuerte.

El cuartel de Santa Catalina fue sitiado por tropas leales del Regimiento de Artillería Nº 2, de la Escuela Militar de Chorrillos y del Regimiento "Guardia Republicana", ocurriendo un tiroteo. Luego de unos momento, un parlamentario salió del cuartel en busca de diálogo con las autoridades del gobierno. El ministro de Guerra, el comandante EP Gustavo Jiménez, el ministro de Gobierno y Policía, Francisco Tamayo y un grupo de oficiales acudieron a la propuesta e ingresaron al cuartel, entrevistándose personalmente con el sargento rebelde quien estaba acompañado por 20 clases, quien les presentó un pliego de reclamos de los amotinados. En dicho pliego, están los siguientes reclamos:
1º Derogatoria de todas las resoluciones y decretos que impedían las aspiraciones de los sargentos para ser oficiales. 
2º Fusilamiento del expresidente Augusto B. Leguía y de sus principales secuaces en el término de 48 horas por haber traicionado a la Patria. 
3º Separación del servicio de todos los altos jefes del ejército. 
4º Construcción de cuarteles higiénicos. 
5º Ventas a los militares con descuentos por las casas comerciales y cobro de media entrada a aquellos espectáculos.
6º Pago de las propinas con regularidad. 

7º Mejoras en el rancho y en el trato a los soldados.

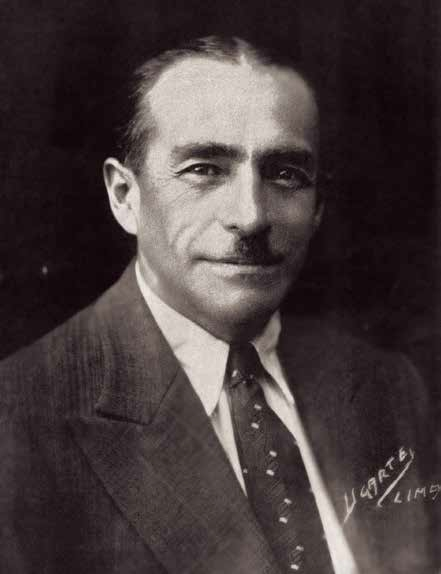
El entonces ministro de Guerra, comandante EP Gustavo Jiménez.

El Comandante Jiménez rechazó el pliego de reclamos presentado por los rebeldes y quitó la espada a Huapaya. Se reanudó la lucha y como ella prosiguiera dos aviones arrojaron granadas en el patio del Cuartel Santa Catalina. Ante eso, los rebeldes se rindieron. Entre muertos y heridos hubo más de 40 bajas.

## Consecuencias
El sargento Víctor Faustino Huapaya Chacón fue condenado a 20 años de prisión por el Consejo de Guerra. Sin embargo, la misma Junta de Gobierno le otorgó una amnistía. Luego de salir de prisión, Huapaya se declaró seguidor de Luis Miguel Sánchez Cerro y afirmó que su motín había sido a favor de dicho caudillo.  
En opinión de Villanueva «el levantamiento de Huapaya demostraba la epidemia insurreccional que sufría el ejército».
El gobierno creyó que detrás del motín estuvieron las acciones del Partido Comunista del Perú y presuntos colaboradores del sanchezcerrismo, al parecer, una facción de comunistas se había internado en Lima para contactar con la CGTP y su partido, con motivo de haber llamado Sánchez Cerro a un contingente para emplearlo contra las tropas del sur.
La Junta Nacional de Gobierno, con motivo del motín de Huapaya, declaró el 24 de marzo de 1931 el estado de sitio en Lima y Callao.